# Jaroslav Just
Jaroslav Just (* 6. Februar 1883 in Prag, Königreich Böhmen; † 5. August 1928 ebenda, Tschechoslowakei) war ein böhmisch-tschechoslowakischer Tennisspieler.

## Biografie
Jaroslav Just wurde als Sohn von Johanna und Eduard Just (1845–1911) als zweiter Sohn geboren. Sein Vater war Kaufmann. Wie sein älterer Bruder Eduard (* 1881) betrieb er in seiner Jugend Sport, insbesondere Tennis. Er studierte an der Tschechischen Technischen Universität Prag, promovierte und habilitierte dort im Feld der Ingenieurwissenschaften und wurde danach Dozent der Hochschule. Ab 1911 veröffentlichte er Forschungsergebnisse.
Just war etwa zwischen 1905 und 1924 als Tennisspieler aktiv. Er gehörte zu den ersten Tennisspielern des I. ČLTK Prag. Er nahm 1912 am Tenniswettbewerb der Olympischen Sommerspiele in Stockholm für das Königreich Böhmen teil. Er meldete sich für fünf Wettbewerbe an, ging aber letztlich nur bei zweien davon an den Start. Sein bestes Resultat erzielte er im Rasen-Einzel, wo er an der Seite von Ladislav Žemla drei Matches gewinnen konnte und ins Halbfinale einzog. Dort unterlagen sie den späteren Olympiasiegern aus Südafrika Harold Kitson und Charles Winslow in vier Sätzen. Das anschließende Spiel um Bronze ging in drei Sätzen gegen Albert Canet und Édouard Mény de Marangue ebenfalls verloren. Im Einzel auf Rasen verlor Just gleich zum Auftakt gegen den Deutschen Robert Spies in fünf Sätzen. Acht Jahre später in Antwerpen ging Just abermals, diesmal für die Tschechoslowakei, an den Start und verlor hier beide seiner Auftaktpartien im Einzel und Doppel (an der Seite von Bohuslav Hykš).
Drei Turniersiege von Just sind überliefert. Zwei datieren auf das Jahr 1906, als er zweimal in Prag gewann, ein weiterer auf 1910 in Heringsdorf. Finals erreichte er zudem 1910 bei den österreichischen Meisterschaften und 1921 beim Hainz Memorial.
Von 1919 bis zu seinem Tod 1928 war Just der Präsident des tschechoslowakischen Tennisverbands sowie des I. ČLTK Prague. Nach seinem Tod übernahm zunächst sein Bruder Eduard den Posten, der von Beruf Anwalt war. Auf ihn folgte Karel Robětín ab 1929 in der Funktion. Ein Hirntumor wurde als Todesursache im Sterberegister angegeben.